# Gabrio Serbelloni
Gabrio Serbelloni (1508-janvier 1580) est un militaire, originaire de Milan, cousin du pape Pie IV, dont il est le capitaine général de la garde papale. Il est le frère aîné de Fabrice Serbelloni.

## Biographie
Issu d'une famille noble de Milan, Gabrio Serbelloni s'engage dans la carrière des armes comme lieutenant de son cousin le condottiere Gian Giacomo de Médicis. Il combat avec lui les Sforza et les troupes de l'empereur Charles Quint, prend part à la défense de Lecco, puis se met, toujours avec lui, au service du duc de Savoie Charles II. Il offre ensuite ses services à l'empereur et se distingue en 1542 contre les Ottomans lors de la défense de Strigonie. Il rejoint en 1546 son cousin pour combattre la ligue de Smalkalde.
Il est envoyé en 1551 défendre Asti contre les Français par Ferdinand de Gonzague, et conquiert Saluces dont il est nommé gouverneur. Toujours avec son cousin, il commande l'artillerie florentine contre Sienne en 1554, puis prend d'assaut Porto Ercole, et défend Populonia contre les Turcs.
En 1559, quand un autre de ses cousins, frère de Gian Giacomo, est élu pape sous le nom de Pie IV, il est nommé capitaine général de la garde papale, tandis que son propre frère Fabrice Serbelloni devient gouverneur d'Avignon et des troupes du Comtat Venaissin. Comme contrôleur de toutes les forteresses des États pontificaux, Gabrio reconstruit Civitavecchia et fortifie la cité léonine.
Après la mort du pape, il se met au service de Philippe II d'Espagne, qui l'emploie dans le royaume de Naples. S'étant fait chevalier de Malte, il est nommé prieur de Hongrie et participe à l'effort pour briser le siège de Malte (1565).
En 1567, il est aux Pays-Bas espagnols pour réprimer la révolte des Gueux. En 1571, il prend part à la bataille de Lépante. Il capture Tunis en 1573, mais est fait prisonnier l'année suivante par Koca Sinan Pacha quand celui-ci reprend la ville. Amené à Constantinople comme un prisonnier de marque, il est libéré en 1575 grâce à l'ambassadeur vénitien Antonio Tiepolo qui paie sa rançon.
Il mène sa dernière campagne lors du siège de Maastricht (1579). Il meurt à Milan en 1580.

## Sources
- (en) Cet article est partiellement ou en totalité issu de l’article de Wikipédia en anglais intitulé « Gabrio Serbelloni » (voir la liste des auteurs).
- Notices d'autorité :   - VIAF
  - ISNI
  - GND
  - Pays-Bas
  - Pologne
  - Vatican
- Ressources relatives aux beaux-arts :   - Artists of the World Online
  - British Museum
- Notices dans des dictionnaires ou encyclopédies généralistes :   - Deutsche Biographie
  - Dizionario biografico degli italiani
  - Gran Enciclopèdia Catalana